# Wolfgang Vorwerk

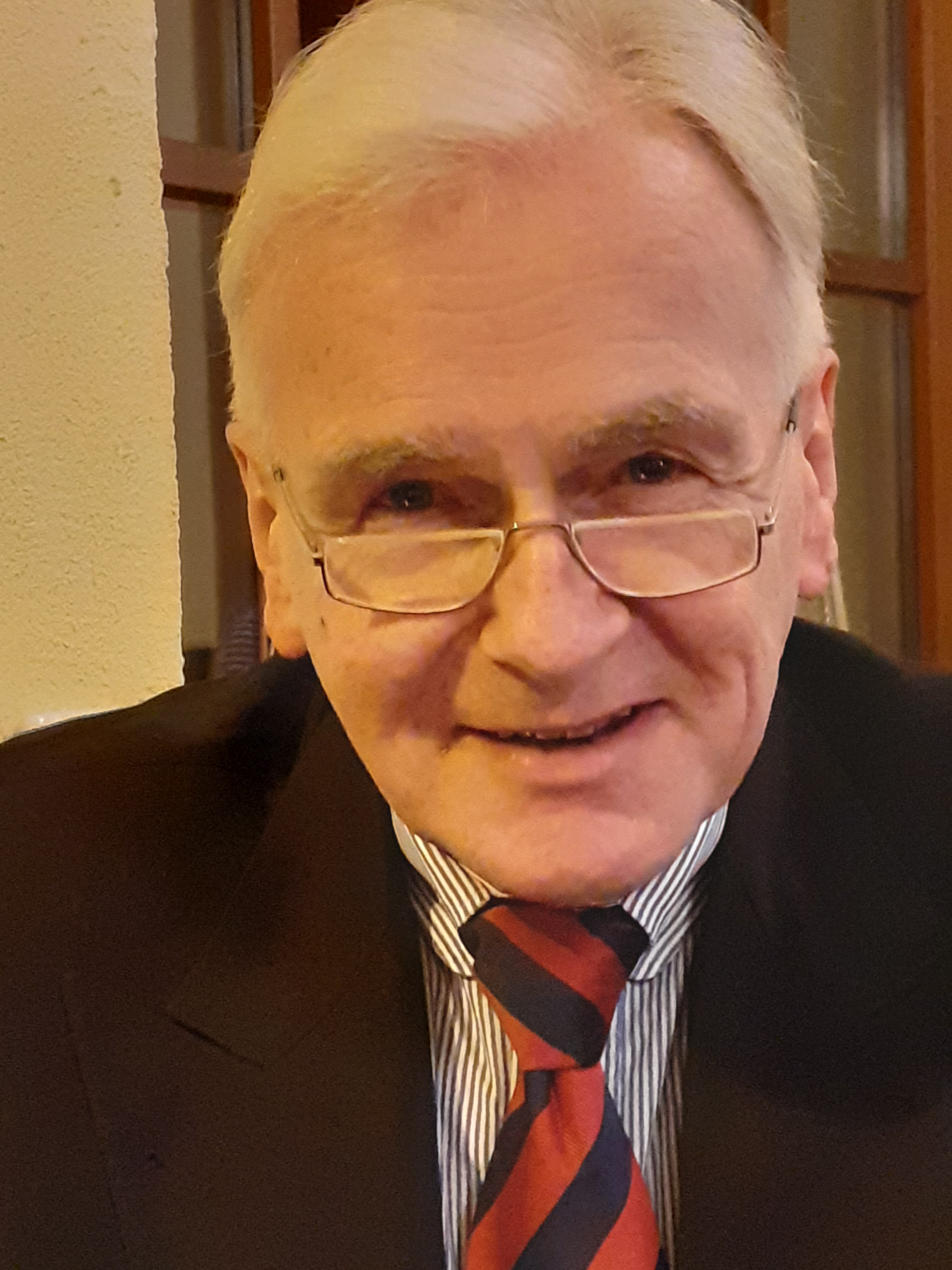
Wolfgang Vorwerk (2020)

Wolfgang Vorwerk (* 21. August 1948 in Würzburg) ist ein deutscher Diplomat, Heimatforscher und Jurist.

## Leben
Aufgewachsen und zur Schule gegangen ist Wolfgang Vorwerk in Lohr am Main, wo er 1967 am dortigen Gymnasium (heute Franz-Ludwig-von-Erthal-Gymnasium) das Abitur ablegte. Nach Abschluss des Studiums der Rechtswissenschaften an der Julius-Maximilians-Universität Würzburg im Jahre 1972 erhielt er ein Stipendium des Rates der Europäischen Bewegung (seit 1992 Europäische Bewegung Deutschland e.V.) für ein postgraduales Studium am College of Europe in Brügge, das er 1973 mit einem Diplom in Europarecht abschloss. 1978 promovierte er an der Universität Würzburg.
Von 1975 bis 2008 gehörte Vorwerk dem Auswärtigen Dienst an. Verwendungen erfolgten in der Zentrale in Bonn und Berlin sowie an den deutschen Botschaften in der Sowjetunion, Libyen, Albanien, Kasachstan und Algerien, sowie am Generalkonsulat Boston (USA). In Libyen (1985–1988) war Vorwerk in der Libyenkrise (La Belle Diskothek) nach Rückruf des deutschen Botschafters Rolf Enders von April 1986 bis Herbst 1988 Leiter der Botschaft Tripolis. In den Jahren 1998 bis 2004 war Vorwerk in Bonn und Berlin zuerst Leiter des Nahost-Referates, dann Nahost-Beauftragter im Range eines Botschafters. Von ihm stammt der „Drei-Stufen-Plan“, mit dem Bundesaußenminister Joschka Fischer 2002 den entscheidenden Impuls für die Roadmap (Nahostkonflikt) gab.
Als Generalkonsul in Boston (2004–2008) war Vorwerk der erste offizielle deutsche Vertreter, der von der dortigen jüdischen Community 2005 und in den Folgejahren eingeladen wurde, an der jährlichen Gedenkfeier am Jom haScho’a, dem Holocaust-Gedenktag in Faneuil Hall zu sprechen. Außerdem war Wolfgang Vorwerk 1994–1996 an der Bremer Senatskanzlei unter den Bürgermeistern Klaus Wedemeier und Henning Scherf tätig. 1997 war er in der damaligen Albanienkrise (Lotterieaufstand) für mehrere Monate dem Stab des OSZE-Sonderbeauftragten für Albanien, Franz Vranitzky, in Tirana zugeteilt.
Vorwerk gilt als „Initiator“ (so Landrat Thomas Schiebel) der Neubelebung der Patenschaft des Landkreises Main-Spessart mit dem Marineversorgungsschiff „Spessart“, welches er als Begleitschiff beim Besuch eines NATO-Fregatten-Verbandes im Hafen von Boston 2004 entdeckte.
Seit November 2017 führt er als Erster Vorsitzender den Geschichts- und Museumsverein in Lohr a. Main.
Wolfgang Vorwerk ist verheiratet und hat einen Sohn. Er lebt seit 2008 in Bremen.

## Heimatgeschichtliche Arbeit
In Lohr am Main und darüber hinaus ist Vorwerk durch seine regelmäßigen Veröffentlichungen zur Ortsgeschichte bekannt.
Vorwerk ist Ururenkel des Fürther Landschaftsmalers Peter Conrad Schreiber (1816–1894), der Schüler bei August Wilhelm Schirmer und Carl Blechen war.
In den Jahren 2010 und 2011 stellte er die These auf, dass Langenprozelten das ehemalige Locorritum sein soll. In den Jahren 2018 und 2019 hat er wesentlich zur Schaffung von öffentlichen Gedenkorten der Stadt Lohr beigetragen, mit denen die Erinnerung an die bis 1939 existierende kleine jüdische Gemeinde der Stadt wachgehalten werden soll. Erstmals wurde auch das Leben und Schicksal der jüdischen Kranken in der früheren Heil- und Pflegeanstalt, dem heutigen Bezirkskrankenhaus, mit einbezogen.

## Ehrungen
- Orden der Unabhängigkeit II. Klasse des Haschemitischen Königreiches Jordanien.
- Ehrenbürgerschaften von: Minneapolis, Jefferson County (Kentucky) mit Verwaltungssitz Louisville (Kentucky), New Britain (Connecticut), Gloucester (Massachusetts) und Peterborough (New Hampshire).
- Ehrenplakette von „The American Association of Jewish Holocaust Survivors of Greater Boston“

## Vorträge
- 1989 Festvortrag zum 150-jährigen Jubiläum „Lateinschule Lohr“ des Franz-Ludwig-von-Erthal-Gymnasiums,
- 2009 Commencement-Rede vor Absolventen des nach Benjamin Franklin benannten Franklin Colleges in Lugano
- 2016 Vortrag von Wolfgang Vorwerk am 29. November 2016 im alten Rathaus in Lohr: Wo war Locoritum? Heimatforscher Vorwerk verortet historischen Verkehrsknoten nach Langenprozelten. Und macht die Aussage, das Locoritum übersetzt Furt im See heißt.

## Veröffentlichungen
- „Via Publica“ ein Fernweg am Ostrand des Spessarts? In: Wertheimer Jahrbuch (1997), Seite 15–32.
- Historische Spurensuche. Beiträge zur Geschichte des Lohrer Schloss- und Amtsviertels, zur Straßengeschichte des Spessarts und zu einigen anderen Themen. (= Schriften des Geschichte- und Museumsvereines Lohr am Main. Folge 33). Lohr 2000, ISBN 3-934128-04-1.
- Verkehrsknotenpunkt zur Römerzeit. Locoritum muss an einer Furt gelegen haben – Ein Beitrag zur neu berechneten Ptolemaios-Karte aus Sicht der Altwegeforschung. In: Main Echo vom 10. Dezember 2010. Wolfgang Vorwerk bringt erstmals Langenprozelten als Locoritum ins Spiel. Der Beitrag diente als Referenz der TU-Berlin am 1. Januar 2011.
- Mit 40.000 Römern über den Main. Als Feldherr Sentius Saturninus mit der Rheinarmee von Mainz über Langenprozelten und Hofstetten zum Lager Marktbreit zog. In: Main Echo vom 3. Februar 2011.
- Landwege vom römischen Mainz ins Lager Marktbreit unter besonderer Berücksichtigung von Untermain und hessischem Ried: Beitrag zur Wegeforschung in Mainfranken 10 v.Chr. bis 10 n.Chr. In: Wertheimer Jahrbuch (2010/11) Seite 15-44. Veröffentlicht 2012.
- Der Landweg der Römer von Mainz zum Truppenlager Marktbreit. In: Mainfränkisches Jahrbuch für Geschichte und Kunst vol. 63 (2011), Seite 13–22.
- Die neue Genauigkeit der ptolemäischen Ortskoordinaten von „Germania Magna“ und ihre Projektion auf Raum und Zeit zwischen Rhein, Main und Regnitz. In: Mainfränkisches Jahrbuch für Geschichte und Kunst vol. 63 (2011), Seite 23–42.
- Landwege vom römischen Mainz ins Lager Marktbreit unter besonderer Berücksichtigung von Untermain und hessischem Ried. Beitrag zur Wegeforschung in Mainfranken 10 v. Chr. bis 10 n. Chr. In: Wertheimer Jahrbuch 2010/11, erschienen 2012, Seite 15-44. Der Beitrag diente als Referenz der TU-Berlin am 1. Januar 2011.
- Am Ende münden alle Bäche des Spessarts in den Main! Zum „neuen Denkansatz“ von Krebs/Nöth zur Fuldischen Klostermark von 839. In: Wertheimer Jahrbuch (2012), Seite 253–263.
- Harald Bichlmeier, Wolfgang Vorwerk: Zum Gewässer- und Ortsnamen Lohr: bisherige Forschungen und neue Ideen. (Bayerisch-österreichische Orts- und Gewässernamen aus indogermanischer Sicht. Teil 5). In: Blätter für oberdeutsche Namenforschung. 51. Jahrgang, 2014, S. 15–86
- Das 'Lohrer Schneewittchen'- Zur Fabulologie eines Märchens. In: Christian Grandl, Kevin J.McKenna: Bis dat, qui cito dat. Gegengabe in Paremiology, Folklore, Language and Literature. Honoring Wolfgang Mieder on His Seventieth Birthday. Verlag Peter Lang, Frankfurt am Main u. a. 2015, ISBN 978-3-631-64872-8, S. 491–503.
- Der Gütertausch zwischen Kaiser Ludwig der Fromme und Kloster Fulda anno 839. Zur Straßengeschichte des fuldischen Nebenklosters Holzkirchen. In: Wertheimer Jahrbuch 2013/2014 (2015), S. 17–46.
- Locoritum. Ein keltisch-römischer Furtort bei Langenprozelten/Hofstetten am Main in Unterfranken. In: Jahrbuch für fränkische Landesforschung. Bd. 76-2016. Seite 1–40.
- Locoritum – ein keltisch-römischer Flussübergang im Raum Lohr? Ptolemaios: ein Buch mit sieben Siegeln? In: Beiträge zur Geschichte der Stadt und des Raumes Lohr vol. 5 (2016) Seite 9–47.
- Zum 80. Jahrestag der Novemberpogrome von 1938: Das Schicksal der ehemaligen jüdischen Mitbürger Lohrs im Nationalsozialismus. In: Beiträge zur Geschichte der Stadt und des Raumes Lohr, Ausgabe 2018 (= Schriften des Geschichts- und Museumsvereines Lohr a. Main e.V. Folge 61. Lohr 2018, ISBN 978-3-944413-14-3, S. 241–346.)
- Lohr und seine ehemalige jüdische Gemeinde (1864- 1939). In: Beiträge zur Geschichte der Stadt und des Raumes Lohr, Ausgabe 2019 (= Schriften des Geschichts- und Museumsvereines Lohr e. V. Folge 66. Lohr 2019, ISBN 978-3-944413-21-1, S. 211–268.)
- Jüdisches Leben in Lohr. Der ehemalige „Israelitische Pavillon“ auf dem Gelände des heutigen Bezirkskrankenhauses am Sommerberg. In: Beiträge zur Geschichte der Stadt und des Raumes Lohr, Ausgabe 2019 (= Schriften des Geschichts- und Museumsvereines Lohr a. Main e.V. Folge 66. Lohr 2019, ISBN 978-3-944413-21-1, S. 292–305.)
- Locoritum: Zogen die Römer bei Langenprozelten über den Main? Wo lag Locoritum? In: Main Post vom 19. September 2020.
- Römer nutzten die Nordroute über Langenprozelten In: Main Post vom 23. November 2020.